# Mércia Albuquerque
Mércia Albuquerque Ferreira (Jaboatão dos Guararapes, 1934 – , 29 de janeiro de 2003) foi uma advogada brasileira, notória pela defesa de presos políticos durante a ditadura militar brasileira.

## Carreira
Formou-se pela Faculdade de Direito do Recife em 1961 e inicialmente pretendia atuar em causas relacionadas a menores abandonados, sem envolvimento político. No entanto, em 1964, ao testemunhar a tortura pública do líder comunista Gregório Bezerra nas ruas do Recife, decidiu dedicar-se à defesa de presos políticos durante a ditadura militar brasileira (1964–1985).
Reconhecida como a maior advogada nordestina de presos políticos, Mércia atuou em aproximadamente 500 casos, defendendo indivíduos perseguidos pelo regime militar. Sua atuação estendeu-se além de Pernambuco, abrangendo outros estados do Nordeste, incluindo o Rio Grande do Norte, onde cerca de 10% de seus clientes estavam localizados.
Mércia enfrentou riscos significativos devido ao seu trabalho, sendo presa diversas vezes. Em uma de suas detenções, preocupada com o bem-estar de seu filho recém-nascido, escreveu um bilhete para a mãe de Ivo Valença, colocou-o em uma garrafa e desceu pela varanda de sua casa para entregá-lo, antes de ser conduzida à Secretaria de Segurança Pública.

## Legado e homenagens
Após seu falecimento em 29 de janeiro de 2003, vítima de câncer, o acervo de Mércia, composto por diários, cartas e documentos jurídicos, foi doado ao Centro de Direitos Humanos e Memória Popular (CDHMP), no Rio Grande do Norte, por seu esposo, Octávio Albuquerque. Seus diários, especialmente os escritos entre 1973 e 1974, oferecem um relato detalhado das condições dos presos políticos, das conversas com militares e policiais, e do apoio às famílias dos desaparecidos. Os diários foram reunidos no livro Diários 1973–1974 escritos por Mércia Albuquerque Ferreira, organizado por Roberto Monte e publicado em 2023 pela Editora Potiguariana. O livro por sua vez inspirou o monólogo Lady Tempestade de Andréa Beltrão, dirigido por Yara de Novaes com roteiro da dramaturga Silvia Gomez, apresentado em sessões esgotadas no Rio de Janeiro nos dois primeiros meses de 2024 e que voltou aos palcos em 2025.
Em reconhecimento à sua contribuição aos direitos humanos, a Ordem dos Advogados do Brasil - Seccional Pernambuco (OAB/PE) instituiu a "Medalha do Mérito de Direitos Humanos Advogada Mércia Albuquerque". Além disso, a Câmara Municipal do Recife realizou uma solenidade em sua homenagem, destacando sua corajosa atuação durante a ditadura militar.